# Кодра (река)
Кодра (укр. Кодра) — река на Украине, протекает по территории Макаровского и Бородянского районов Киевской области. Правый приток Тетерева (бассейн Днепра).

## Описание
Длина реки — 23 км, уклон реки — 2,5 м/км, площадь бассейна — 260 км².
Берёт начало из лесных мелиоративных каналов севернее Комаровки. Течёт преимущественно среди лесных массивов сначала на запад, затем — преимущественно на север (местами на северо-восток). Впадает в реку Тетерев между селом Мигалки и пгт Песковка.
У бывшего села Рудне-Мигальское Бородянского района плотинами образованы пруды, используемые рыбными хозяйствами. В уединённых местах гнездятся лебеди.
Принимает правые притоки: Гульву, Тростянку, Сильню, Требуховку.